# Eduard Prades
Eduard Prades (* 9. August 1987 in Tarragona) ist ein spanischer Radrennfahrer.

## Karriere
Eduard Prades siegte zwischen 2010 und 2012 bei mehreren Rennen der Copa de España, welche er 2012 in der Gesamtwertung gewann. 2013 ging er zu OFM-Quinta da Lixa. Im gleichen Jahr errang er den Sieg in der Gesamtwertung und einen Etappensieg bei Troféu Joaquim Agostinho. 2014 kam ein weiterer Etappensieg bei der portugiesischen Volta ao Alentejo hinzu.
2015 wechselte Prades zu Caja Rural-Seguros RGA. Auf Anhieb gewann er eine Etappe der Portugal-Rundfahrt und das italienische Eintagesrennen Coppa Sabatini. 2016 siegte er bei den Philadelphia International Cycling Classic in den USA und eine Etappe bei der Volta Cova da Beira. Zudem bestriit er die Vuelta a España 2016, seine erste Grand Tour. Er beendete sie auf Platz 127.
Im Jahr 2018 fuhr Prades für Euskadi Basque Country-Murias. Er gewann die Gesamtwertungen der Tour of Norway und des WorldTour-Rennens Türkei-Rundfahrt. Außerdem wurde er Gesamtzweiter der Tour de Yorkshire und der Luxemburg-Rundfahrt.
Prades wechselte zur Saison 2019 zum Movistar Team. Er gewann eine Etappe der Tour La Provence und die Gesamtwertung der Aragon-Rundfahrt.
Im Zielspurt der ersten Etappe der Polen-Rundfahrt am 5. August 2020 in Katowice drängte der Niederländer Dylan Groenewegen seinen Landsmann Fabio Jakobsen in die Absperrgitter, woraufhin dieser stürzte und sich lebensgefährliche Verletzungen zuzog; in der Folge kam es zu einem Massensturz, bei dem sich Eduard Prades einen Wirbelbruch zuzog.
Nach einer Saison bei der französischen DELKO Mannschaft, kehrte Prades im Jahr 2022 zum spanischen UCI ProTeam Caja-Rural Seguros zurück. Im Jahr 2024 gewann er eine Etappe der Volta ao Alentejo und legte zugleich den Grundstein für den Gesamtsieg bei der portugiesischen Rundfahrt.

## Erfolge
2011
- eine Etappe Cinturó de l’Empordà

2013
- Gesamtwertung und eine Etappe Troféu Joaquim Agostinho

2014
- eine Etappe Volta ao Alentejo

2015
- eine Etappe und Bergwertung Portugal-Rundfahrt
- Coppa Sabatini

2016
- Philadelphia International Cycling Classic
- eine Etappe Volta Cova da Beira

2018
- Gesamtwertung Tour of Norway
- Gesamtwertung Türkei-Rundfahrt

2019
- eine Etappe Tour La Provence
- Gesamtwertung Aragon-Rundfahrt

2024
- Gesamtwertung und eine Etappe Volta ao Alentejo

## Grand Tours-Platzierungen
| Grand Tour            | 2016 | 2017 | 2018 | 2019 | 2020 | 2021 | 2022 | 2023 |
| --------------------- | ---- | ---- | ---- | ---- | ---- | ---- | ---- | ---- |
| Giro d’ItaliaGiro     | –    | –    | –    | –    | –    | –    | –    | –    |
| Tour de FranceTour    | –    | –    | –    | –    | –    | –    | –    | –    |
| Vuelta a EspañaVuelta | 127  | –    | 68   | –    | –    | –    | –    | –    |